# Tomasz Buczak
Tomasz Buczak (ur. 11 września 1986) – polski judoka.
Były zawodnik klubów: MKS Juvenia Wrocław (2000-2002), KS Gwardia Wrocław (2003-2008). Srebrny medalista zawodów pucharu Europy juniorów Brno 2004. Brązowy medalista mistrzostw Polski seniorów 2006 w kat. do 60 kg. Ponadto m.in. dwukrotny mistrz Polski juniorów (2003, 2005). Uczestnik mistrzostw Europy juniorów 2004.